# كامل رمضاني
كامل رمضاني (21 نوفمبر 1981 بديسين-شاربيو في فرنسا - ) هو لاعب كرة قدم جزائري في مركز الوسط. لعب مع اتحاد الجزائر وتانجونغ باغار يونايتد ونادي باريس ونادي باسي فالي أور ونادي بوفيه ونادي غويونيون ونادي هوم يونايتد وFC Montceau Bourgogne ‏ وSR Delémont ‏.

## وصلات خارجية
- كامل رمضاني على موقع رابطة كرة القدم الفرنسية للمحترفين (الإنجليزية)
- كامل رمضاني على موقع قاعدة بيانات كرة القدم.إي يو (الإنجليزية)
- كامل رمضاني على موقع Soccerway.com (الإنجليزية)